# Strigocuscus
Strigocuscus es un género de marsupiales diprotodontos de la familia Phalangeridae descrito por Gray en 1861.

## Especies
Se reconocen las siguientes especies:
- Cuscús enano de Célebes (Strigocuscus celebensis) (Gray, 1858)
- Cuscús de las islas Banggai (Strigocuscus pelengensis) (Tate, 1945)